# I Luv It
«I Luv It» es una canción de la cantante cubanomexicana Camila Cabello con la colaboración del rapero estadounidense Playboi Carti. Fue lanzada a través de Geffen e Interscope Records el 27 de marzo de 2024 como el primer sencillo del cuarto álbum de estudio de Cabello, C,XOXO. Una canción de hyperpop, avant-pop y electropop, «I Luv It» incluye un sample del coro de la canción «Lemonade» de Gucci Mane de 2009 en su propio estribillo.
Tras su lanzamiento, recibió críticas mixtas por parte de los críticos musicales, quienes comentaron sobre el cambio de la artista del pop convencional al hyperpop alternativo. Algunos elogiaron la energética producción de la canción, mientras que otros consideraron el cambio de estilo como un «experimento fallido», aunque apreciaron su alejamiento del pop excesivamente serio.

## Antecedentes y promoción
Camila Cabello comenzó a adelantar la canción el 5 de marzo de 2024, generando comparaciones con «I Got It» (2017) de Charli XCX.Un clip en sus redes sociales mostraba a Cabello con cabello rubio cantando el coro mientras colgaba de un auto en movimiento, escena comparada por aficionados con Hereditary (2018). XCX recreó el video usando su propia canción, lo que algunos interpretaron como burla. Cabello respondió reposteándolo y expresando admiración por XCX en una entrevista. Lana Del Rey promocionó la canción en Instagram el 22 de marzo.
El sencillo y su portada se anunciaron el 25 de marzo, y el 27 se lanzó el video musical, dirigido por Nicolás Méndez de la productora Canada.

## Composición
«I Luv It» fue descrita por escritores de Rolling Stone y Stereogum como hyperpop y «avant-pop hiperactivo», respectivamente. La Official Charts Company la llamó «una melodía de electro-pop distorsionada y cargada de reverberación», comparándola con la música temprana de Grimes, así como con el sonido de las colaboraciones de Charli XCX con el colectivo de música electrónica PC Music y su mixtape Pop 2.La canción interpola prominentemente el coro de «Lemonade», la canción de Gucci Mane de 2009, en su propio estribillo.

## Video musical
El video musical, dirigido por Nicolás Méndez, combina escenas de Camila Cabello comiendo pastel con secuencias surrealistas, como huyendo de perros, luchando, atrapada en una palmera y disparando a una cama imaginaria. Playboi Carti aparece en una tienda de gasolinera, y el video finaliza con Cabello herida por una flecha de Cupido. El 18 de diciembre de 2024, recibió seis nominaciones en los California Music Video Awards.

## Presentaciones en vivo
Camila Cabello interpretó «I Luv It» en vivo por primera vez junto a Lana Del Rey durante la noche de apertura del segundo fin de semana de Coachella 2024, marcando su debut en el festival.Posteriormente, la presentó nuevamente en The Tonight Show Starring Jimmy Fallon el 12 de junio.

## Recepción de la crítica
«I Luv It» recibió críticas mixtas, destacando el cambio de Camila Cabello del pop convencional al hyperpop alternativo. Robin Murray de Clash elogió su producción y energía, mientras que Alphonse Pierre de Pitchfork calificó el cambio como un «experimento fallido», aunque destacó que es refrescante escuchar algo menos serio. Steffanee Wang de Nylon señaló que el esfuerzo de Cabello parece calculado, pero reconoció su compromiso con el estilo.
La canción ocupó el puesto 35 en la lista de las 100 Mejores Canciones de 2024 de Pitchfork, resaltando su despreocupación por la autenticidad.En contraste, Variety la incluyó en las Peores Canciones de 2024, criticando su simplicidad, pero calificándola más como hilarante que terrible.

## Posicionamiento en listas
| Listas (2024)                         | Mejor posición |
| ------------------------------------- | -------------- |
| Austria (Ö3 Austria Top 40)           | 59             |
| Canadá (Canadian Hot 100)             | 66             |
| Global 200 (Billboard)                | 90             |
| Greece International (IFPI)           | 74             |
| Irlanda (IRMA)                        | 47             |
| Japan Hot Overseas (Billboard Japan)  | 17             |
| New Zealand Hot Singles (RMNZ)        | 9              |
| Nigeria (TurnTable Top 100)           | 60             |
| Poland (Polish Streaming Top 100)     | 40             |
| Portugal (AFP)                        | 188            |
| Sweden Heatseeker (Sverigetopplistan) | 20             |
| Suiza (Schweizer Hitparade)           | 66             |
| Reino Unido (UK Singles Chart)        | 61             |
| Estados Unidos (Billboard Hot 100)    | 81             |